# 藤生通陽
藤生 通陽（ふじお みちはる、1947年〈昭和22年〉8月19日 - ）は、日本の政治家。自由民主党所属の元山口県議会議員（4期）、元秋穂町長（6期）。山口県山口市秋穂東在住。

## 経歴

### 学歴・職歴
山口県吉敷郡秋穂町（現山口市）出身。山口県立防府高等学校、早稲田大学法学部卒業。大学卒業後、宇部興産（現・UBE）に入社。父・仕郎が山口県議会議長在任中に秋穂町長選挙に出馬し、現職であった藤田武彦を破り初当選。山口県内では最年少の首長となる。以後6期務め、秋穂町が山口市、阿知須町、徳地町と新設合併する際に山口県議会議員に転身。以後当選4回。2023年の山口県議会議員選挙に出馬せず引退した。
このほか、江島淳や二木秀夫ら参議院議員の秘書を務めている。

### 選挙歴
- 1985年（昭和60年） 秋穂町長1期目当選（37歳）現職藤田武彦を破る
- 1989年（平成元年） 秋穂町長2期目当選（41歳）
- 1993年（平成5年） 秋穂町長3期目当選（45歳）新人末貞伴治郎を破る
- 1997年（平成9年） 秋穂町長4期目当選（49歳）
- 2001年（平成13年） 秋穂町長5期目当選（53歳）
- 2005年（平成17年） 秋穂町長6期目当選（57歳）
- 2007年（平成19年） 山口県議会議員1期目当選（59歳）
- 2011年（平成23年） 山口県議会議員2期目当選（63歳）
- 2015年（平成27年） 山口県議会議員3期目当選（67歳）
- 2019年（平成31年） 山口県議会議員4期目当選（71歳）

## 家族
- 父 - 藤生仕郎：秋穂町長を経て山口県議会議員・議長を務めた。
- 甥[1] - 藤生宰：山口県議会議員。